# Tanpopo
Tanpopo (タンポポ, "diente de león") fue el primer subgrupo oficial del grupo japonés Morning Musume, formado en noviembre de 1998. Estuvo en funcionamiento entre 1998 y 2003.

## Miembros

### Primera Generación
- Aya Ishiguro (石黒彩?)
- Kaori Iida (飯田圭織?)
- Mari Yaguchi (矢口真里?)

### Segunda Generación
- Kaori Iida (飯田圭織?   Líder)
- Mari Yaguchi (矢口真里?)
- Rika Ishikawa (石川梨華?)
- Ai Kago (加護亜依?)

### Tercera Generación
- Rika Ishikawa (石川梨華?   Líder)
- Asami Konno (紺野あさ美?)
- Risa Niigaki (新垣里沙?)
- Ayumi Shibata (柴田あゆみ?)

### Cuarta Generación (Tanpopo #)
- Eri Kamei (亀井絵里?)(Exlíder, Graduada en diciembre de 2010 Edad:22. Edad Actual: 23)
- Aika Mitsui (光井愛佳?) (Exlíder, Graduada en mayo de 2012 Edad:19. Edad Actual:19)
- Yurina Kumai (熊井友理奈?) (Líder)
- Chisato Okai (岡井千聖?)

## Discografía

### Álbumes
| # | Título                            | Fecha      |
| - | --------------------------------- | ---------- |
| 1 | Tanpopo 1                         | 1999-03-31 |
| 2 | All of Tanpopo (All of タンポポ?) | 2002-09-04 |

### Sencillos
| # | Título                                                 | Fecha      |
| - | ------------------------------------------------------ | ---------- |
| 1 | "Last Kiss" (ラストキッス?)                            | 1998-11-18 |
| 2 | "Motto" (もっと?)                                      | 1999-03-10 |
| 3 | "Tanpopo" (たんぽぽ?)                                  | 1999-06-16 |
| 4 | "Seinaru Kane ga Hibiku Yoru" (聖なる鐘がひびく夜?)    | 1999-10-20 |
| 5 | "Otome Pasta ni Kandō" (乙女 パスタに感動?)            | 2000-07-05 |
| 6 | "Koi wo Shichaimashita!" (恋をしちゃいました!?)        | 2001-02-21 |
| 7 | "Ōjisama to Yuki no Yoru" (王子様と雪の夜?)            | 2001-11-21 |
| 8 | "Be Happy Koi no Yajirobee" (Be Happy 恋のやじろべえ?) | 2002-09-26 |
| 9 | "Umbrella ({{{2}}}?)                                   |            |

### DVD
- 2004-06-16 – Tanpopo Single V Clips 1 (タンポポ シングルＶクリップス①?)

## Apariciones

### Photobooks
| Título                                  | Salida     | Editorial  | ISBN               |
| --------------------------------------- | ---------- | ---------- | ------------------ |
| Tanpopo Photobook (タンポポPhoto Book?) | 2001-07-05 | Wani Books | ISBN 4-8470-2654-3 |

### Radio
| Programa                                                | Radio       | Inicio     | Fin        |
| ------------------------------------------------------- | ----------- | ---------- | ---------- |
| Tanpopo Hatake de Tsukamaete (タンポポ畑でつかまえて?)  | Nippon Hōsō | 1999-10-09 | 2000-03-25 |
| Tanpopo no Konya mo Mankai (タンポポの今夜も満開?)      | Nippon Hōsō | 2000-03-30 | 2001-04-12 |
| Tanpopo Henshuubu Oh-So-Ro! (タンポポ編集部 Oh-So-Ro!?) | TBS         | 2000-10-03 | 2003-09-23 |